# Afrička plava senica
Afrička plava senica (Cyanistes teneriffae) je vrsta ptice iz porodice senica (Paridae). Može se naći u severnoj Africi i na Kanarskim ostrvima. Prirodna staništa su joj umerene šume. Afrička plava senica i Plava senica su smatrane kao jedna vrsta. Status ove vrste nije bio ocenjen jer je zabeleženo da je česta na ostrvima Tenerife i Gran Kanariji. Vrsta se koristila u mnogim istraživačkim studijama zbog svojih ostrvskih populacija i značaja za hipotezu o evoluciji.

## Lokacija
Afrička plava senica se može naći u severnoj Africi i na Kanarskim ostrvima. Ima je mnogo na ostrvima Tenerife i Gran Kanarija, ali malo na Fuerteventura i Lanzarote.

## Opis
Afrička plava senica veličine je 11-12cm. Mala je, oštrokljuna, kompaktna senica. Nominalna podvrsta ima čelo i prugu od čela do centra potiljka bele boje, krunu duboke plave boje, što postaje crnkasto na vratu, sa plavim krilima i žutim telom. Pesma je različito ponavljanje jedne ili dvije note.

## Ishrana
Vrsta se hrani različitim gusenicama. Ishrana joj se ne razlikuje mnogo od ishrane plave senica.

## Stanište
Afrička plava senica preferira umerene šume, različite nadmorske visine. Nizije se preferiraju na ostrvima Fuerteventura i Lanzarote, ali populacije na ostrvima Tenerife i Gran Kanarija preferiraju planinske šume.

## Parenje
Vrsta se pari od februara do jula, i takođe moguće od oktobra do januara. Obično se prije pare na nižim visinama u odnosu na one na većim. Polaganje jaja se sinhronizuje sa raspoloživošću plena, većom gustinom gusenica.

## Taksonomija
Afrička plava senica i plava senica su prije smatrane kao jedna vrsta.
Podvrste su:
- - Palmska plava senica - La Palma (severozapadno Kanarsko ostrvo).
- - El Iero (jugozapadni Kanari).
- - Kanarska plava senica - La Gomera i Tenerife (zapadna centralna Kanarska ostrva).
- - Gran Kanarija (istočno centralno Kanarsko ostrvo).
- - Lanzarote i Fuerteventura (istočna Kanarska ostrva).
- - Ultramarin senica - severozapadna Afrika od istočnog Maroka do severnog Tunisa.
- - Libijska plava senica - severoistočna Libija

Podvrste sa Kanarskih ostrva imaju crnu kapu, a Afričke plava leđa.
Prema istraživanju objavljenom 2007. Afričke plave senice na istočnim Kanarskim ostrvima Fuerteventura i Lanzarote se ne razlikuju od onih u severnoj Africi, iz čega sledi da bi prema ovom istraživanju podvrsta degener trebalo da bude klasifikovana kao sinonim podvrste ultramarinus.